# غابة كوروكو
غابة كوروكو هي غابة كثيفة بالأشجار والنباتات المُحبة للمناطق الرطبة بشمال المملكة المغربية وتُطل على البحر الأبيض المتوسط. تعتبر منطقة مرتفعات كوروكو موقعا إيكولوجيا وبيولوجيا حيث يمتد على مساحة حوالي 5400 هكتار منها 1800 هكتار غابوية بأشجار كثيفة.

تنتمي غابة كوروكو إلى إقليم الناظور، حيث تتواجد على بعد حوالي 20 كيلومتراً عن مركز الناظور، على امتداد سلسلة الجبال المحيطة بالمدينة، وأبرزها جبل كوروكو الذي يتخطى ارتفاعه 900 متراً. وتتقاسمها 4 جماعات تابعة للإقليم، وهي جماعة بني أنصار وجماعة بني شيكر وجماعة إحدادن وجماعة بني بويفرور. وتضم الغابة ساكنة حيوانية مهمة، أهمها القرد البربري والخنزير البري. بالإضافة إلى أنواع عديدة ومختلفة من الأشجار مثل أشجار الصنوبر والسرو الخضراء، والكافور، والبلوط والتويا التي تغطي سطح 5.200 هكتار.وقد  سجلت غابة كوروكو كموقع ذو أهمية بيولوجية وإيكولوجية لأول مرة سنة 1996. ويوجد بالغابة مسارات عديدة مخصصة للمشي والرياضة وركوب الدراجات، كما تضم عدة مناطق للاستراحة والتخييم بالإضافة إلى طاولات ومقاعد وحاويات قمامة.

## التنوع الحيوي لـغابة كوروكو
تعتبر غابة كوروكو موقعاً بيولوجياً مهماً، فهي تضم واحدةً من أهم محميات المحيط الحيوي في المغرب، وهي المحمية الطبيعية لكوروكو (Aire protégée de Gourougou) والتي سجلت كموقع ذو أهمية بيولوجية وإيكولوجية سنة 1996. وعلاوةً على أنها تعتبر أكبر غابة قريبة من مدينة الناظور، فهي تزخر كذلك بتنوع بيولوجي مهم يجعل منها مركزاً إيكولوجياً بارزاً، إذ تضم الغابة ما يزيد عن 70 نوعاً نباتياً مختلفاً (بما فيها 10 أصناف نباتية نادرة)، بما في ذلك الصنوبر، والكافور، والثويا، والبلوط، والسرو، والخروب، والزيتون البري. وهي أنواع تتوزع على غلاف نباتي يغطي ما يفوق الـ5 آلاف هكتار، والذي يضم كذلك العديد من أنواع الشجيرات والفطريات والنباتات العشبية المحلية.
كما تحتوي غابة كوروكو على العديد من الأصناف الحيوانية المهمة والمختلفة، البعض منها هو مهدّد بالانقراض بالفعل؛ وأهمها القرد البربري (Singe Magot) النّادر، حيث تضمّ الغابة حوالي 252 فرداً من هذه السلالة النادرة. زيادةً على العديد من سلالات الطيور المتنوعة والمختلفة؛ من بينها نوعين يحظيان بأهمية دوليةٍ وافرة، وهما طيور نقار لوفايون (Pic de levaillant) وطيور حميراء موسييه (Rubiette de moussier).

## القيمة الأثرية لـغابة كوروكو
يمتلك موقع غابة كوروكو إرثاً تاريخياً عريقاً، فهو يصنف ضمن التراث الوطني لـلمملكة المغربية، وذلك بفضل موقعه الاستراتيجي الفريد الزاخر بالكنوز الأثرية والآثار التاريخية، كما أن الغابة هي ضاربة جذورها في التاريخ. حيث تضم غابة كوروكو العديد من المغارات والمآثر القديمة والقلع الأثرية التي تزيّن مرتفعات المنطقة، بالإضافة إلى العديد من الكهوف والتلال التاريخية التي تشهد على تاريخ المنطقة العريق. زيادة على مجموعة من المعالم والنقوش الأثرية وبقايا الحصون البالية التي تكتنز ذاكرة وتاريخ المنطقة. ولعل أهمها قلعة تازوضا، وحصن باصبيل، الحردو وحصن القلة، حيث تم تشييدهم فوق قمة جبل كوروكو، وذلك بغرض مراقبة الغزاة الوافدين من شبه الجزيرة الإيبيرية عبر البحر الأبيض المتوسط. وبفضل ما تزخر به الغابة من تنوعٍ بيولوجي وجيولوجي فهي تشكّل دار إيكولوجيا، وهو ما يجعل منها متحفاً أثرياً إيكولوجياً طبيعياً وكذلك فضاء بيئياً بامتياز. كما أن موقع مرتفعات كوروكو بين القرى التاريخية المجاورة، والبحر وسلسلة الجبال التي تحوط المدينة، والسهول الخضراء، بالإضافة إلى تاريخ موقع كوروكو الغني بتنظيم واحتضان مختلف الفعاليات والمناسبات الرياضية والثقافية والفنية والتاريخية والبيئية، كل هذا يساهم بشكل أكبر في إغناء القيمة الأثرية لغابة كوروكو، ويجعل منها بحد ذاتها لوحةً فنية طبيعية ساحرةً بدون منازع، وجزءاً لا يتجزئ من الموروث المغربي العريق.

## أهمية غـابة كوروكو
تحظى غابة كوروكو بنصيب وافرٍ من الاهتمام، نظراً لأهميتها الكبيرة على عدة مستويات؛ فهي تتميز بغناها الإيكولوجي والبيولوجي، وبمساحاتها الغابوية الشاسعة وغلافها الأخضر الطبيعي ومرتفعاتها الجبلية الشاهقة بين سلسلة جبال مدينة الناضور؛ وأبرزها جبل كوروكو الذي يبلغ ارتفاعه حوالي 900 متراً، بالإضافة إلى سهولها الخصبة وإطلالتها الخلابة على البحر، حيث تمتزج جميع عناصر الطبيعية لتشكّل واحدةً من أجمل اللوحات الطبيعية الساحرة، وزيادة على مواقعها الأثرية، فهي تشكل محجاً يستهوي الآلاف من عشاق الطبيعة والسياحة، والزوار الوافدين من مناطق بعيدة للاستمتاع بهدوء الغابة وجمالية المناظر الخلابة التي تغري السياح، والمشاهد البانورامية الساحرة التي تطل على المدن والقرى المجاورة، وكذا زيارة المآثر التاريخية التي تشهد على تاريخ المنطقة العريق. زيادةً على كل هذا فهي بفضل موقعها الاستراتيجي ومساراتها الفريدة ومرتفعاتها الوعرة، تعتبر قبلة مفضّلة للرياضيين ولهواة ممارسة الرياضة في الهواء الطلق، وخاصّة رياضات المشي والجري والموتوكروس، وركوب الدراجات الجبلية، إلخ.
وفضلاً عن دورها السياحي الذي يجعلها موقعاً تاريخياً وجغرافياً بارزاً لتنشيط حركة السياحة والتنمية ومنافعها السوسيو-اقتصادية على المنطقة. تلعب غابة كوروكو أيضا دوراً بيئياً مهماً فهي تحاول حماية العديد من الأشكال البيولوجية من الانقراض والحفاظ على التنوع الحيوي للمنطقة؛ من حيوان وطيور ونبات، ولعل أهمها القرد البربري النادر والمهدد بالانقراض حول العالم. بالإضافة إلى ذلك فهي تمثل حاجزاً طبيعياً ضد الرياح القوية القادمة من البحر من أجل حماية المناطق الداخلية، وكذا مواجهة عوامل التعرية والانجراف اللذان يهددان المنطقة، وحمايتها من التصحر من خلال تثبيت الكثبان الرملية. كما تساهم الغابة في تنقية الهواء وتخزينه، وتلطيف درجات الحرارة عن القرى والمدن المجاورة وحماية مناخها. كل هذه الخدمات البيئية التي تقدمها الغابة لها دور فعّال في المحافظة على التوازن الإيكولوجي للمنطقة.